# Rock Bottom
| 전문가 평가                                  | 전문가 평가 |
| 평가 점수                                    | 평가 점수   |
| 출처                                         | 점수        |
| -------------------------------------------- | ----------- |
| AllMusic                                     | [ 1 ]       |
| AllMusic Guide(4th ed., 2001)                | [ 2 ]       |
| Christgau's Record Guide                     | B+          |
| The Independent                              | [ 4 ]       |
| Mojo                                         | [ 5 ]       |
| Pitchfork                                    | 9.0/10      |
| Q                                            | [ 7 ]       |
| The Rolling Stone Album Guide(3rd ed., 1992) | [ 8 ]       |
| Spin                                         | 10/10       |
| Uncut                                        | [ 10 ]      |

《Rock Bottom》은 전 소프트 머신의 드러머 로버트 와이어트의 두 번째 솔로 음반이다. 1974년 7월 26일 버진 레코드에 의해 발매되었다. 이 음반은 핑크 플로이드의 드러머 닉 메이슨이 프로듀싱했으며 1973년 와이어트를 하반신 마비 상태로 만든 사고로 녹음되었다. 그는 이보르 커틀러, 휴 호퍼, 리처드 싱클레어, 로리 앨런, 마이크 올드필드, 그리고 프레드 프리스를 포함한 음악가들을 녹음에 참여시켰다.

## 배경
밴드 매칭 몰은 1972년 《Little Red Record》의 발매 후 곧 해체되었고, 와이어트는 후에 《Rock Bottom》에 등장한 이 곡을 작곡하기 시작했다. 이 음반의 준비는 1973년 6월 1일 밤 사고로 중단되었다. 런던 마이다베일의 홀로드에 있는 베일 코트에서는 술에 취한 와이어트 한 명이 3층 욕실 창문에서 떨어져 허리 아래가 마비되었다. 와이어트는 그 이후로 휠체어를 사용해 왔다. 그는 나중에 이 행사를 자신의 성숙의 시작이라고 불렀고 병원에서 《Rock Bottom》에 나올 곡들을 계속해서 작업했다. "저는 휠체어로 뭔가를 할 수 있다는 것에 안도했습니다"라고 그는 말했다. "아무튼, 하반신 마비 환자가 되는 것은 제가 꿈을 꾸고 음악을 통해 진정으로 생각할 수 있게 해주었기 때문에 음악을 듣는 데 도움이 되었습니다."
6개월 안에 그는 녹음 스튜디오로 돌아와 핑크 플로이드와 소프트 머신과 함께 런던의 레인보우 극장에서 무대에 올랐고, 그는 그를 위해 자선 콘서트를 열어서 재정적인 지원을 해주었다. 비록 음악 자체가 강렬하고 종종 끔찍하지만, 노래의 가사는 빽빽하고 분명히 매우 개인적인 것이지만, 와이어트는 그 소재가 사고와 오랜 기간의 회복의 직접적인 결과라는 것을 부인했다. 사실, 이 음반의 대부분은 와이어트가 그의 파트너이자 미래의 아내(시인 알프레다 벵게)가 니콜라스 로그의 영화 《쳐다보지 마라》의 보조 편집자로 일하고 있던 1973년 초 베네치아에서 일어난 사고 이전에 쓰여졌다.

## 커버 아트
《Rock Bottom》은 두 개의 다른 커버와 함께 발매되었는데, 둘 다 벵게의 작품을 특징으로 한다. 오리지널 LP와 몇몇 재발행본에서 발견된 표지는 해안가의 한 장면을 연필로 그린 것이다. 빅토리아 시대의 책 표지에서 영감을 받은 커버의 윗부분은 해변을 따라 그리고 수평선까지 이어지는 활동을 묘사하는 반면, 아래쪽 1/3은 바다에 사는 이상한 동물과 식물들의 수중 모습을 보여준다. 세부 사항으로는 해변에서 놀고 있는 세 명의 십대 소녀들, 멀리 떨어진 기선, 갈매기, 모래성 등이 있다. 벵게는 예스를 위한 로저 딘의 공상과학에서 영감을 받은 예술작품으로 가장 잘 대표되는 환상적인 프로그레시브 록 음반 아트의 지배적인 경향과 대조를 이루기 위해 커버의 부드러운 스타일을 의도했다. "모든 커버가 점점 더 복잡해지고, 서로 피자 쟁탈전을 벌이면서" 벵게는 "그것에 맞설 수 있는 유일한 방법은... 절대적으로 최소화하고 조용해야 했습니다."

## 곡 목록
모든 곡들은 로버트 와이어트에 의해 작사/작곡하였다.
| #  | 제목                                    | 재생 시간 |
| -- | --------------------------------------- | --------- |
| 1. | 〈Sea Song〉                            | 6:31      |
| 2. | 〈A Last Straw〉                        | 5:46      |
| 3. | 〈Little Red Riding Hood Hit the Road〉 | 7:40      |

| #  | 제목                                   | 재생 시간 |
| -- | -------------------------------------- | --------- |
| 4. | 〈Alifib〉                             | 6:55      |
| 5. | 〈Alifie〉                             | 6:31      |
| 6. | 〈Little Red Robin Hood Hit the Road〉 | 6:08      |